# 1734 en santé et médecine
| Années de la santé et de la médecine : 1733 - 1734 - 1735 - 1736 - 1737 - 1738 - 1739    |
| Décennies de la santé et de la médecine : 1700 - 1710 - 1720 - 1730 - 1740 - 1750 - 1760 |

Cet article présente les faits marquants de l'année 1734 en santé et médecine.

## Événements

### Allemagne
- 17 avril : Anton Wilhelm Amo (c. 1703-c. 1753), philosophe et médecin allemand et ghanéen, soutient sa thèse de philosophie (De Humanae mentis apatheia (De l’Apathie de l’âme humaine). Il devient alors le premier africain à être diplômé en lettres et philosophie dans une université européenne[1].
- 14 octobre : début de cours à l'Université de Göttingen[2].

## Publications
- Jacques Thévart, petit-neveu de Guillaume de Baillou (1538-1616), hérite de ses manuscrits et les publie sous le titre Opera omnia medica tomus primus. Epidemiorum et ephemeridum libri duo. Definitionum medicarum liber. Commentarius in libellum Theophrasti de vertigine. De convulsionibus libellus. Graecarum vocum, quae in hoc primo tomo Gulielmi Ballonii inter legendum, lectorem linguae Graece imperitum morari possunt, interpretatio latina[3].

## Naissances
- 23 mai : Franz-Anton Mesmer (mort en 1815), médecin badois, fondateur du mesmérisme[4].
- 11 décembre : Paul-Joseph Barthez (mort en 1806), médecin et encyclopédiste français[5].

## Décès
- 9 février : Pierre Polinière (né en 1671), médecin, mathématicien et physicien français[6].
- 25 avril : Johann Conrad Dippel (né en 1673), théologien, alchimiste et médecin allemand[7].